# Aurigo
Aurigo – miejscowość i gmina we Włoszech, w regionie Liguria, w prowincji Imperia.
Według danych na rok 2004 gminę zamieszkuje 346 osób, gęstość zaludnienia wynosi 38,4 os./km².